# Lockheed F-104 Starfighter
Lockheed F-104 Starfighter byl americký jednomotorový nadzvukový přepadový stíhač, který byl během studené války široce nasazován jako stíhací bombardér. Zpočátku byl vyvíjen jako denní stíhač, ale ke konci 60. let byl vyvinut ve stíhací letoun pro každé počasí. Společnost Lockheed ho původně vyvíjela pro americké letectvo (USAF), ale byl později vyráběn v několika jiných zemích a mimo Spojené státy se dočkal větší služby. Patřil mezi letouny stovkové série („Century Series“) a od roku 1958 do roku 2004 byl ve službě u letectev více než tuctu zemí. Jeho konstrukční tým vedl Clarence „Kelly“ Johnson, který se podílel i na vývoji letounů jako Lockheed P-38 Lightning, Lockheed U-2, Lockheed SR-71 Blackbird a dalších z této společnosti. Celkem bylo vyrobeno 2578 letounů F-104 všech verzí.
F-104 stanovil řadu světových rekordů, včetně rychlostních a výškových. Jeho úspěch byl narušen úplatkářskými skandály firmy Lockheed, ve kterých byl uplácen značný počet politických a vojenských osob v různých zemích, aby ovlivnil jejich úsudek a zajistil několik kupních smluv, což v Evropě a Japonsku způsobilo velké politické spory.
Špatný bezpečnostní záznam Starfighteru se také přenesl do očí veřejnosti, zvláště v německé Luftwaffe. Stíhací eso Erich Hartmann, kvůli jeho otevřenému odporu vůči výběru letounu F-104 odešel z Luftwaffe do předčasného důchodu. Kvůli velkému počtu havárií se smrtí celkem 115 německých pilotů v 60. letech 20. století dostal přezdívku „létající rakev“. Na firmu Lockheed podalo žalobu 32 německých vdov po zesnulých pilotech. Firma Lockheed jim vyplatila rekordní odškodnění, omluvy se ale od nikoho nikdy nedočkaly.
Konečnou produkční verzí stíhacího modelu byla Aeritalia F-104S – stíhač pro každé počasí navržený společností Aeritalia pro italské letectvo a vybavený radarem naváděnými raketami AIM-7 Sparrow. Uvažovalo se o pokročilé hornoplošné verzi F-104, známé jako CL-1200 Lancer, ale zůstalo pouze u makety.
Letoun byl typický svým vysokým zrychlením, stoupavostí, krátkými a tenkými nešípovými nosnými plochami; nadzvukovou rychlost měl povolen pouze s přídavnými nádržemi nebo střelami na konci křídla. Starfighter pro svůj provoz vždy potřeboval kvalitní letiště.

## Vývoj

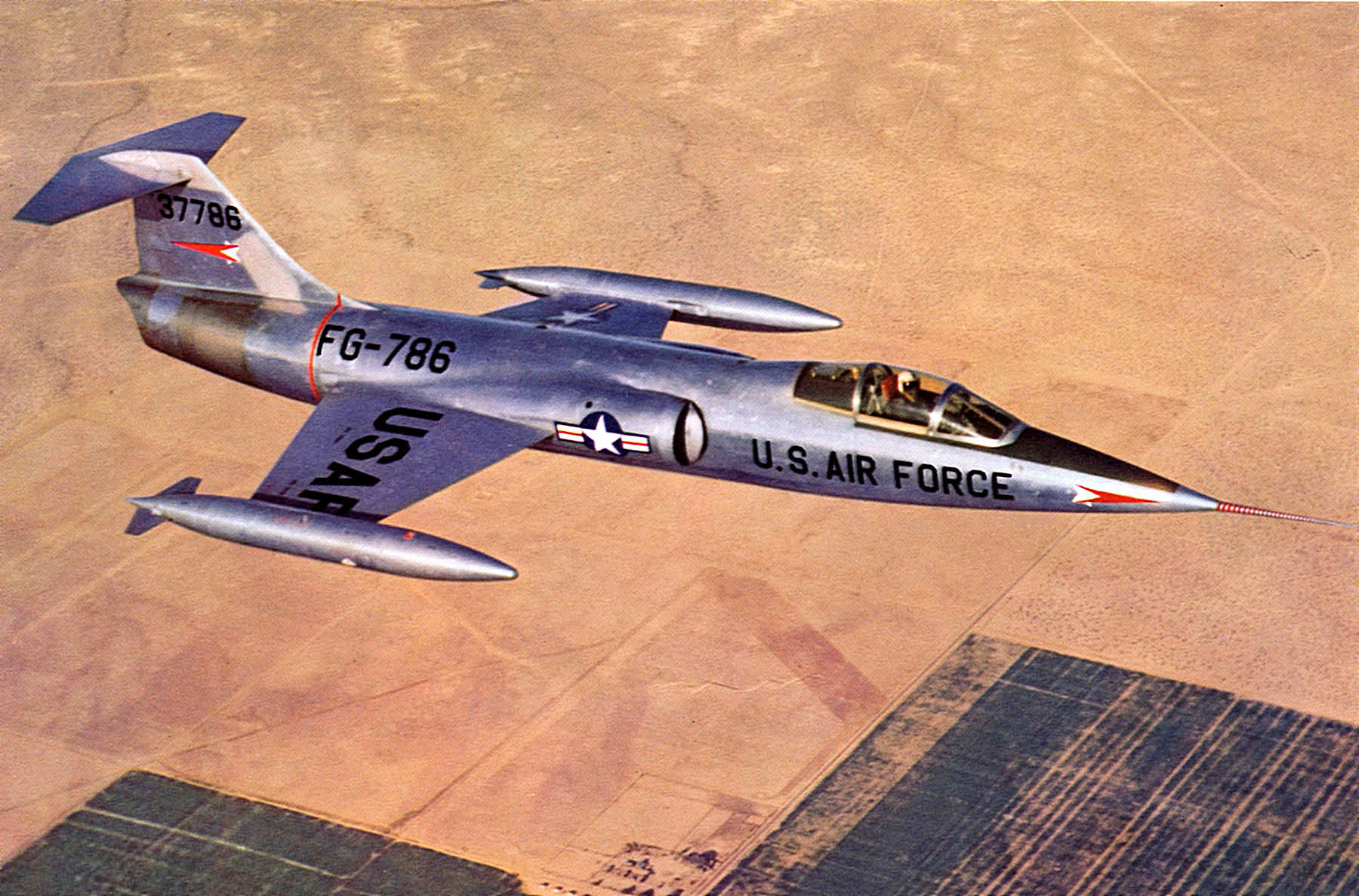
První XF-104 (s/n 53-7786) – prototyp stroje F-104

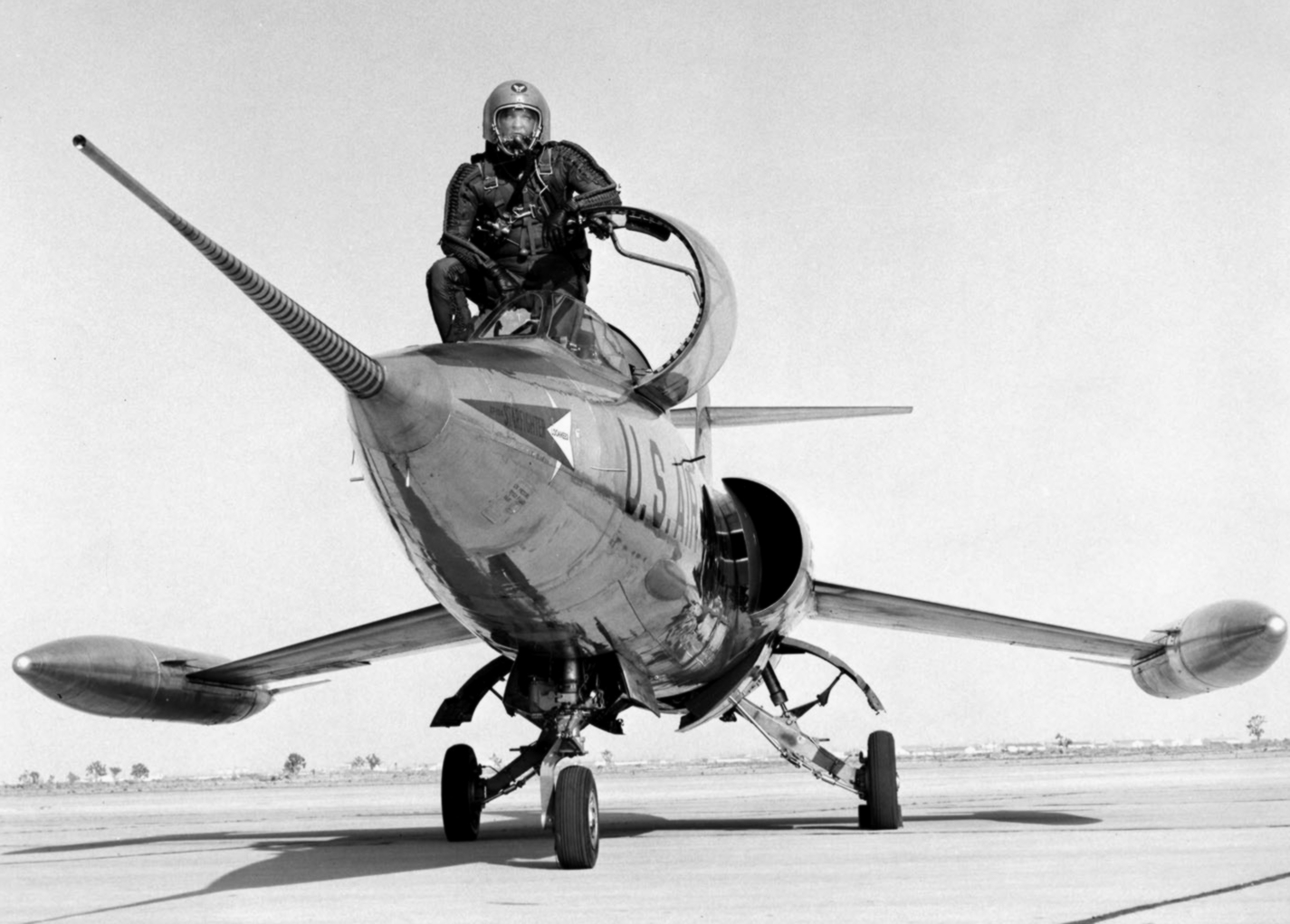
Prototyp letounu Lockheed XF-104 s továrním pilotem Tony LeVierem

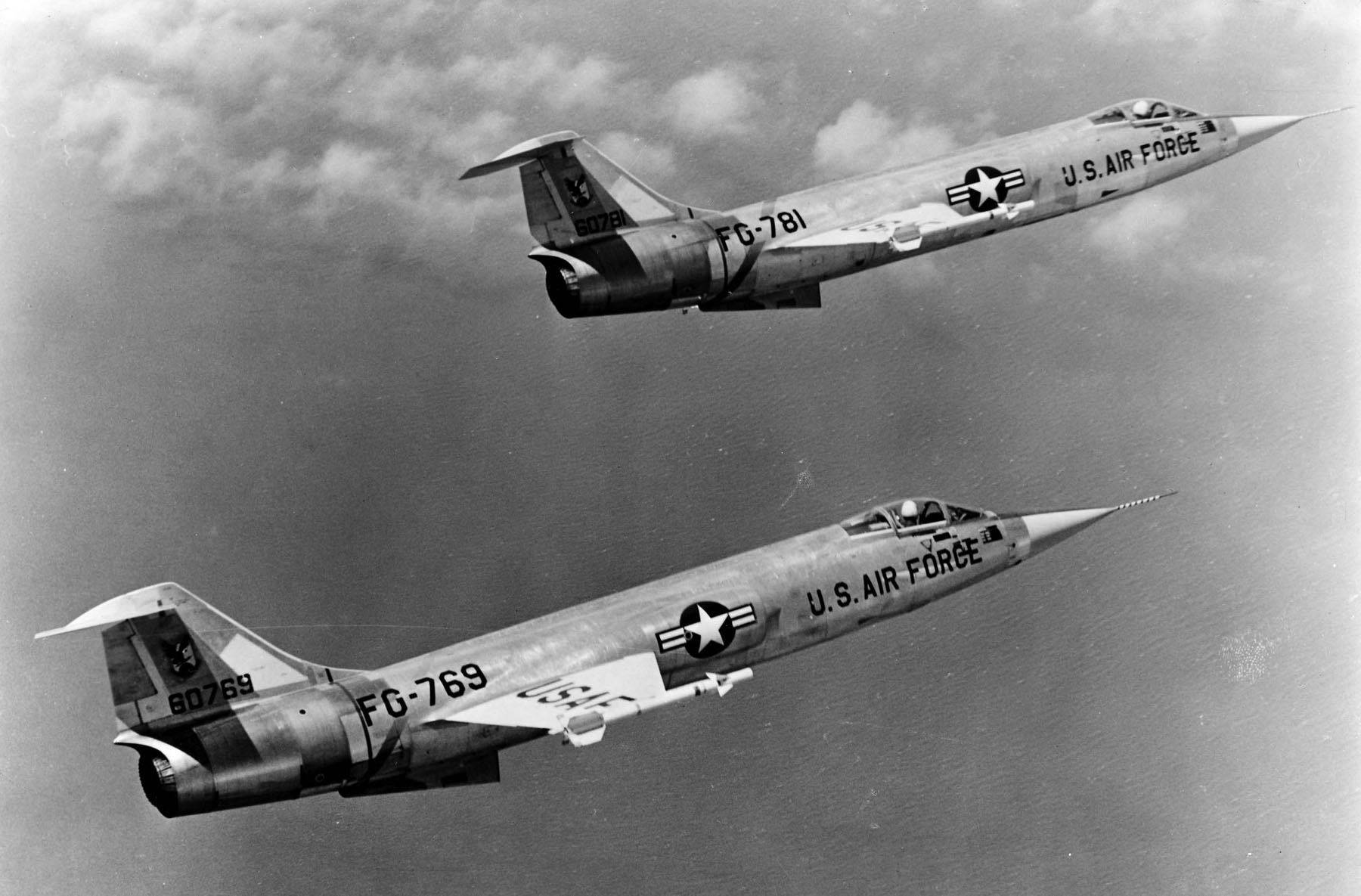
Lockheed F-104A

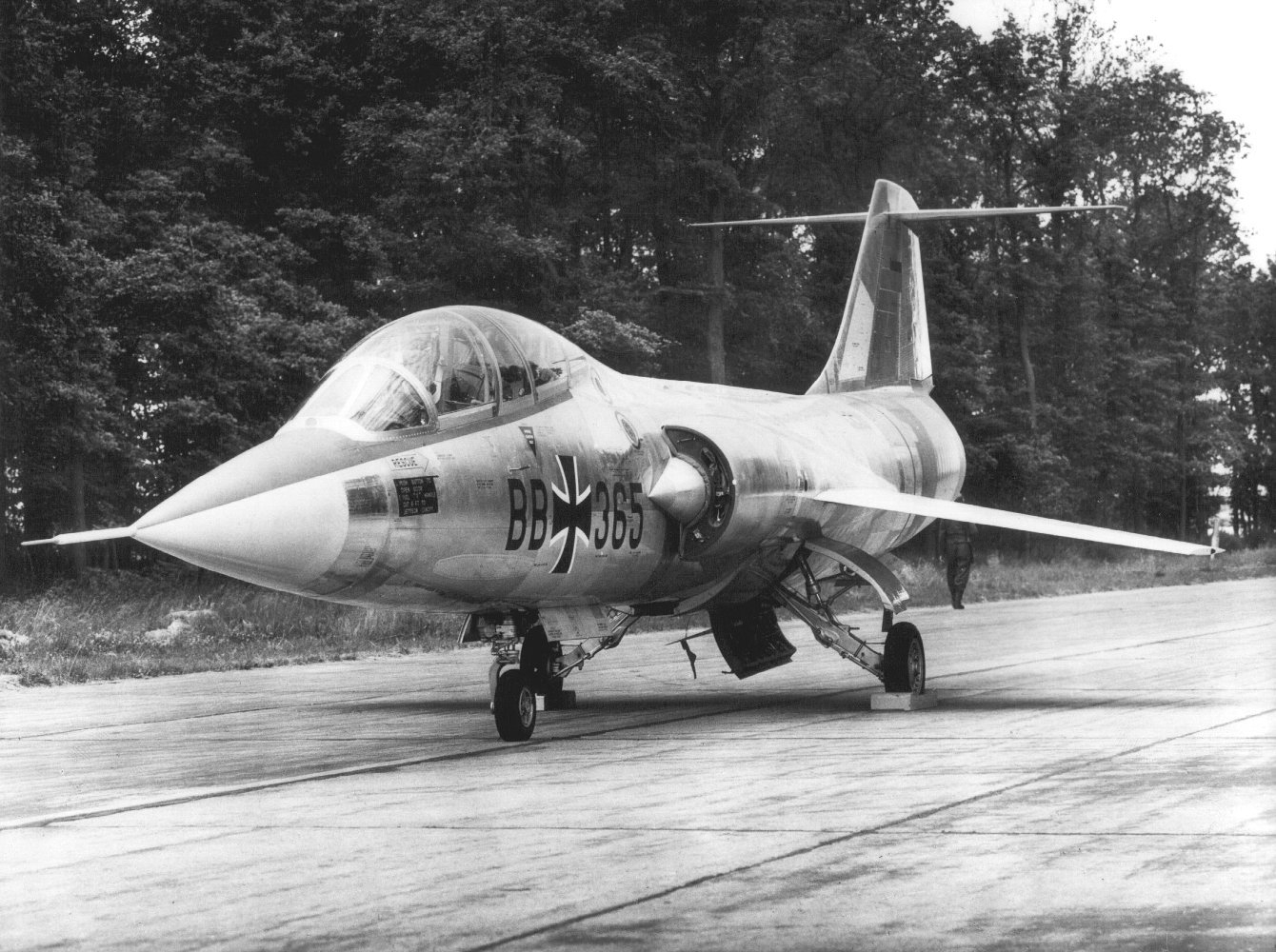
Německý F-104F v roce 1960. V roce 1962 toto letadlo spolu se třemi dalšími po chybě pilota havarovalo.

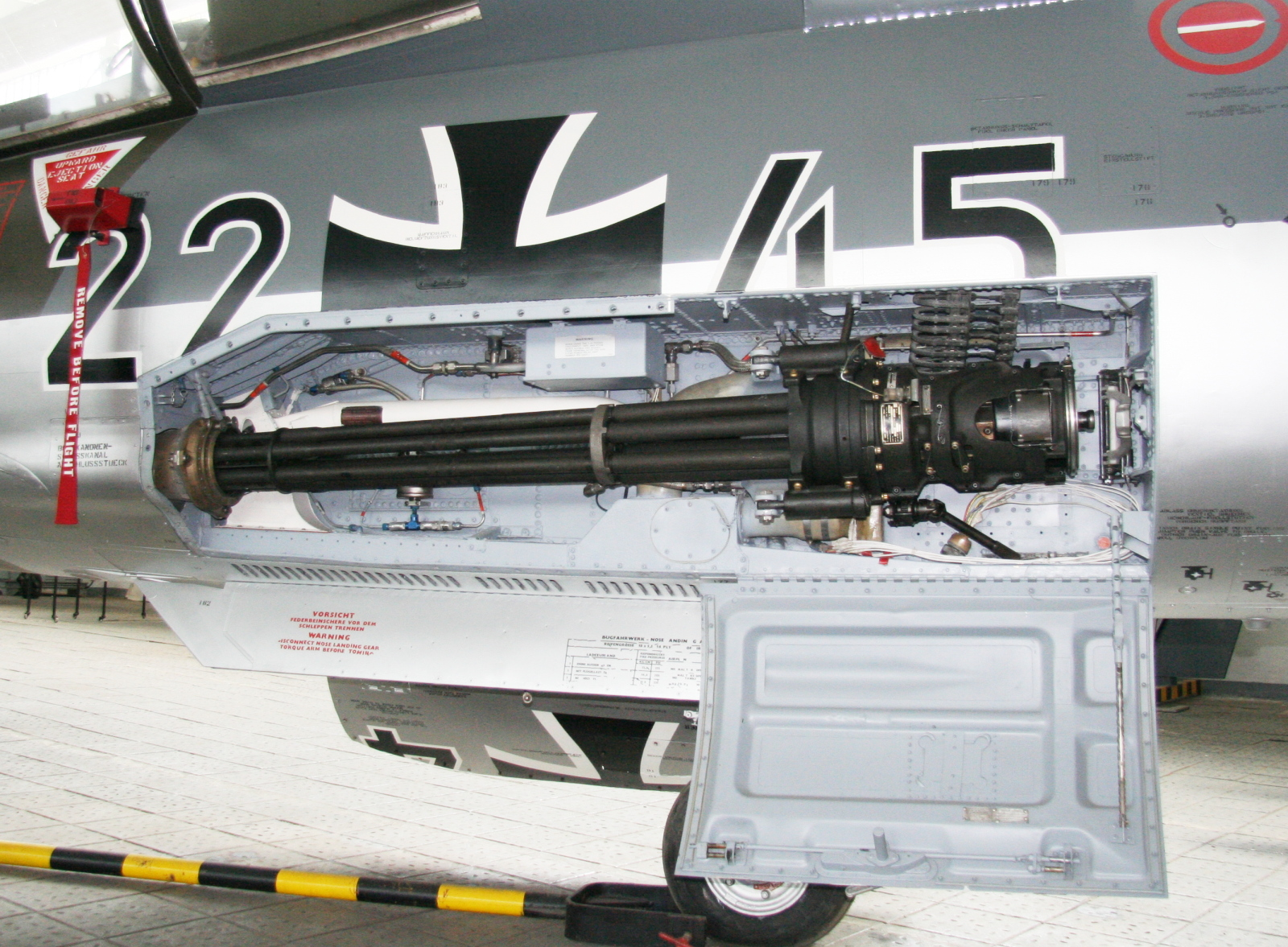
Kanón M61 v F-104G německého námořnictva

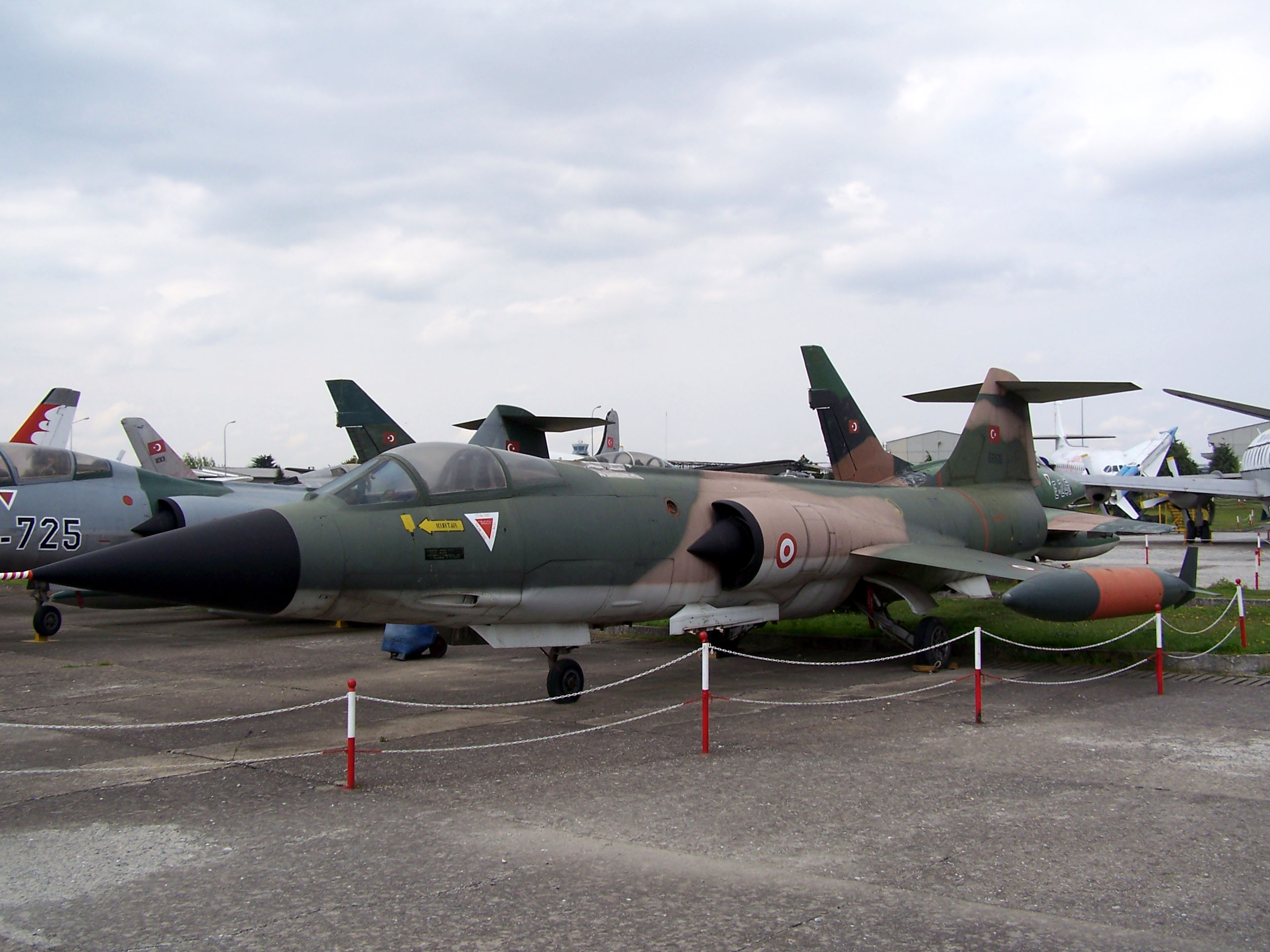
Turecký F-104S v istanbulském muzeu

Letoun byl navržen v roce 1951, po rozhovorech s piloty během korejské války, jako letoun s nadprůměrnými letovými vlastnostmi i na úkor zásob paliva a výzbroje.
První prototyp XF-104 (sér. č. 53-7786) poprvé vzlétl s pilotem Tony LeVierem 4. března 1954 z Edwardovy letecké základny. Během dvacetiminutového letu byl ponechán vysunutý podvozek. Poháněl jej motor Wright J65-B-3 o tahu 32,02 kN (licenční britský Armstrong Siddeley Sapphire). Dne 15. března 1955 první prototyp dosáhl rychlosti 1,79 Machu.
Druhý prototyp (53-7787) byl vybaven motorem Wright XJ65-W-6 se statickým tahem 32,05 kN a 46,65 kN již s přídavným spalováním. Druhý prototyp vyzbrojen kanónem T-171 Vulcan ráže 20 mm instalovaným v levé části spodku přídě byl zničen havárií již v dubnu během střeleckých testů. Pilot Herman Salmon se zachránil katapultáží. Testy prvního prototypu pokračovaly. Dne 11. července 1957 se prvnímu prototypu za letu utrhla svislá ocasní plocha a byl zničen. Pilot William C. Park se katapultoval.
Dne 17. února 1956 poprvé vzlétl prototyp předsériového Lockheed YF-104A (sériové číslo 55-2955). V kokpitu seděl zkušební pilot Zkušební pilot Herman Richard „Fish“ Salmon. Tento letoun byl první ze sedmnácti předsériových letounů YF-104A. Dne 28. února 1956 se tento prototyp stal prvním letounem, který dosáhl rychlosti 2 Machy ve vodorovném letu. Později byl upraven do sériového standardu F-104A. Oproti prototypu XF-104 měl mnoho vylepšení, z nichž nejviditelnější byl prodloužený trup. Dva vstupní otvory vzduchu k motoru na jeho bocích byly vybaveny tělesy pro vybuzení rázové vlny. Bylo vybaveno výkonnějšími motory General Electric J79-GE-3 s maximálním tahem 64,68 kN.
První série F-104A létala s motory J79-GE-3B o tahu 42,71 kN, měla zvětšené ocasní plochy a nové vystřelovací sedadlo Lockheed C-2. Celková produkce dosáhla počtu 153 kusů. Vyřazeny byly roku 1969.
Dalších 26 dvoumístných strojů F-104B s mírně zvětšenou plochou kýlovky bylo určeno k bojovému výcviku. První z nich byl zalétán v únoru 1957.
Varianta F-104C a dvoumístná F-104D byla určena pro taktické podpůrné úkoly. Pohon zajišťoval motor J79-GE-7 o tahu 44,49 kN. Stroje byly vybaveny pomocnou kýlovou plochou pod zádí trupu a trubicí pro tankování paliva za letu.
Většího úspěchu Starfighter dosáhl v Evropě. Dne 18. března 1959 si Luftwaffe vybrala verzi F-104G (Germany) za hlavní bojový letoun podpisem licenční smlouvy v Bonnu. Německá výroba byla realizována u podniků Messerschmitt, Heinkel, Siebel, Dornier, Hamburger Flugzeugbau a Vereinigte Flugtechnische Werke. První letoun F-104G byl vyroben na kalifornské výrobní lince, který provedl první zalétávací let 7. června 1960. K zvýšení stability během nadzvukového letu byla zvětšena svislá ocasní plocha (směrovka) o 25% včetně překonstruování ovládacího servosystému, sklápěcí klapky na náběžné a odtokové hraně křídla umožnily zmenšení poloměru zatáčky a regulovatelné vstupní otvory vzduchu byly opatřeny elektrotermickým odmrazovacím zařízením. K bezpečnějšímu přistání sloužily účinnější brzdy s protiskluzovým zařízením na kolech hlavního podvozku, sklopný přistávací hák, zvětšený brzdicí padák a plně ofukované vztlakové klapky. Radiolokační soustava byla tvořena systémem NASARR F15A-41B. Jednalo se celkem o 36 hlavních a 60 vedlejších konstrukčních změn.
Další země NATO následovaly podpisem licenční smlouvy na výrobu F-104. Nejprve Kanada 17. září 1959 následovaná Japonskem 29. ledna 1960, dále Nizozemsko 20. dubna 1960, Belgie 20. června 1960 a Itálie 2. března 1961. V Nizozemí se na licenční výrobě podílely společnosti Fokker a Aviolanda, v Belgii SABCA a Aviolanda, v Itálii pak Fiat, Aermacchi, Piaggio, SACA a SIAI-Marchetti.
Licenční výrobu pohonné jednotky, turbokompresorového motoru General Electric J79-GE-11A byly v Evropě pověřeny firmy BMW v SRN, Fiat v Itálii a FN v Belgii.
V počáteční fázi evropské výroby byly první Starfightery sestavovány výhradně z dílů a hlavních částí dodaných společností Lockheed pod dohledem jejich odborníků. V SRN vzlétl první vyrobený F-104G 5. října 1960, v Belgii 3. srpna 1961, v Nizozemsku 11. listopadu 1961 a v Itálii 9. června 1962.
V Kanadě se na licenční produkci podílela společnost Canadair v Montréalu pod označením CF-104. Hlavní změna kanadských Starfighterů spočívala v odlehčeném systému NASARR R-24A, který byl určen k plnění stíhacích úkolů na rozdíl od víceúčelových letounů F-104G. Podvozek CF-104 měl větší pneumatiky a vyšší zdvih tlumičů. První sériový stroj zde zhotovený vzlétl 26. května 1961. Ihned byl převezen na tovární letiště v Palmdale v Kalifornii, kde byl podroben porovnávacím testům. Poslední z 200 kusové série CF-104 byl dohotoven 4. září 1963, z nichž všechny mohly nést pod trupem pouzdro Vinten se čtveřicí 70 mm kamer. Motor J79-OEL-7 vyráběla v licenci firma Orenda. Během konce výroby vlastních CF-104 byla získána objednávka USAF na dalších 140 strojů F-104G pro Norsko, Dánsko, Řecko, Turecko a Španělsko v rámci vojenské pomoci spojencům. První z dodávky MAP vzlétl 30. července 1963.
Malý počet F-104G přestavěli na průzkumnou variantu RF-104G u společnosti Fiat a Avio Diepen v Ypenburgu. Stroje měly demontovaný trupový kanón, který nahradily tři kamery TA-7M ve vyklápěcím rámu. Modifikovaná průzkumná verze RF-104G-1 měla tři kamery z původní RF-104G přemístěny do prodloužené přídě a do pouzdra pod trupem byl instalován stranový přehledový radiolokátor SLAR společně se čtvrtou kamerou. Speciální výstroj doplnil radiolokační výškoměr a vysokofrekvenční rádiové zařízení pro zrychlený přenos informací. Celý projekt nepřekročil sérii testů dvou prototypů v roce 1968. Druhý pokus o modernizaci průzkumných Starfighterů spočíval ve dvoumístné variantě RTF-104G, jejíž druhý člen osádky plnil roli letovoda/operátora speciálního vybavení. K nočnímu průzkumu bylo určeno zábleskové osvětlovací zařízení instalované v kontejnerech u konců obou polovin křídla. Letoun poháněl výkonnější motor J79-GE-19 o tahu 79,63 kN na režimu maximálního přídavného spalování. Do výzbroje průzkumných křídel Luftwaffe se však před zahájením sériové výroby dostaly letouny RF-4E Phantom II.
Pro snazší přeškolení západoněmeckých pilotů byla určena dvoumístná verze F-104F. Shodovala se s dvoumístnou americkou variantou F-104D včetně motoru J79GE-7, vnitřní vybavení však bylo upraveno na standard F-104G mimo zařízení NASARR a kanónovou výzbroj. Novinkou byly vystřelovací sedačky Martin Baker Q5. Během let 1960-61 obdržela Luftwaffe 30 F-104F.
TF-104G, zalétaný v říjnu 1962, umožňoval komplexní výcvik při použití systému NASARR, jehož vnitřní vybavení odpovídalo „géčku“. Množství paliva v trupových nádržích bylo sníženo stejně jako u všech ostatních dvoumístných verzí o 772 l. Z 208 vyrobených letounů převzalo západoněmecké letectvo 137, Nizozemí 18, Belgie a Itálie po 12 a ostatní TF-104G byly určeny spojencům v rámci MAP.
RCAF zadalo výrobním linkám Canadair také objednávku na 38 dvoumístných CF-113 s vybavením shodným s letounem CF-104. Označení bylo později změněno na CF-104D.
Mezi lety 1965–1980 byl Starfighter hlavní bojový letoun NATO. Během 80. let byla zahájena výměna za letouny F-16.
Nejnovější verze byla F-104S, šlo o společný projekt USA a Itálie. V prosinci 1966 vzlétl první ze dvou prototypů a v roce 1968 převzalo Aeronautica Militare první z 205 objednaných strojů koncernu Fiat. Letoun byl vybaven lepšími přístroji, silnějším motorem J79-GE-19 s tahem 79,58 kN. Italská verze F-104S sloužila ze všech letounů tohoto typu nejdéle. Poslední byl vyřazen v říjnu 2004.
V Japonsku se licenčně vyráběla verze F-104J určená především k přepadovému stíhání. K tomuto účelu sloužil také upravený systém NASARR F-15J-31. Obdobně jako F-104G měl F-104J pod trupem závěsy pro další dvě řízené střely AIM-9B Sidewinder k boji proti vzdušným cílům. Počáteční tři F-104J postavila a otestovala firma Lockheed, z nichž první vzlétl v červnu 1961. Výrobní linky Mitsubishi a Kawasaki vyrobily celkem 210 strojů pro Japonské vzdušné síly sebeobrany, z toho 29 draků bylo v Japonsku sestaveno z dílů dodaných z USA. Licenční výrobu pohonné jednotky J79-IHI-11A převzala firma Ishikawajima-Harima.

## Služba

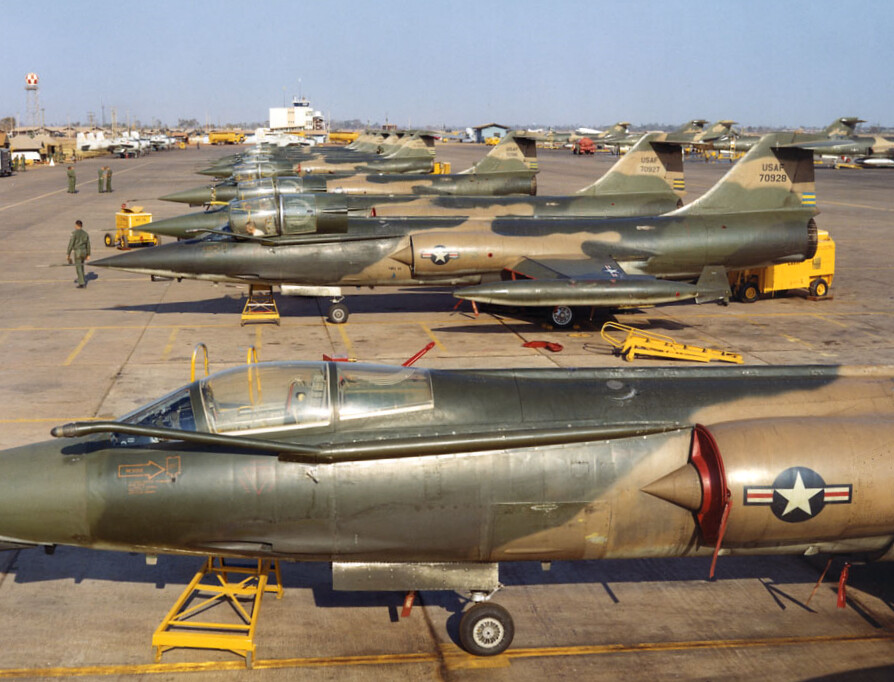
Letouny F-104C v Da Nangu, Vietnam, 1965

V dubnu 1965 bylo ve Vietnamu poprvé nasazeno 25 letounů F-104C USAF jako záloha proti strojům MiG-17 severovietnamského letectva. 15 Starfighterů bylo trvale udržováno v bojové pohotovosti na základně Danang, ale používaly se převážně k taktickým úkolům. Koncem roku 1965 je USAF z Vietnamu stáhlo, avšak následující rok opět urychleně nasadilo proti novým severovietnamským letounům MiG-21. V této roli sloužily až do příchodu většího počtu Phantomů II.
U řadových jednotek USAF ukončily Starfightery službu v roce 1968, u jednotek národní gardy v roce 1975.
F-104A letectva Pákistánu se zúčastnily indicko-pákistánských konfliktů v letech 1965 a 1971.
Letouny F-104G se staly základem výzbroje stíhacích bombardovacích křídel (Jabo-Geschwader) 31, 32, 33, 34 a 36, stíhacích křídel (Jagdgeschwader) 71 a 74 západoněmeckého letectva. Společně se stroji RF-104G tvořily také výzbroj průzkumných křídel (Aufklärungsgeschwader) 51 a 52 a dvou křídel námořnictva (Marinefliegergeschwader) 1 ve Šlesviku a MFG 2. Kompletní výcvik pilotů Luftwaffe probíhal v ideálních klimatických podmínkách na leteckých základnách Sheppard v Texasu a Luke v Arizoně u 4512., 4518., a 4443. výcvikové letky CCTS USAF. Po jeho ukončení piloti přecházeli do školy bojového použití 10 v Jeveru v NSR a po náletu 40-50 hodin přecházeli k bojovým útvarům.
Poslední F-104 sloužily v Itálii. Na konci roku 2004 byly vyřazeny a nahrazeny Eurofightery.

## Varianty

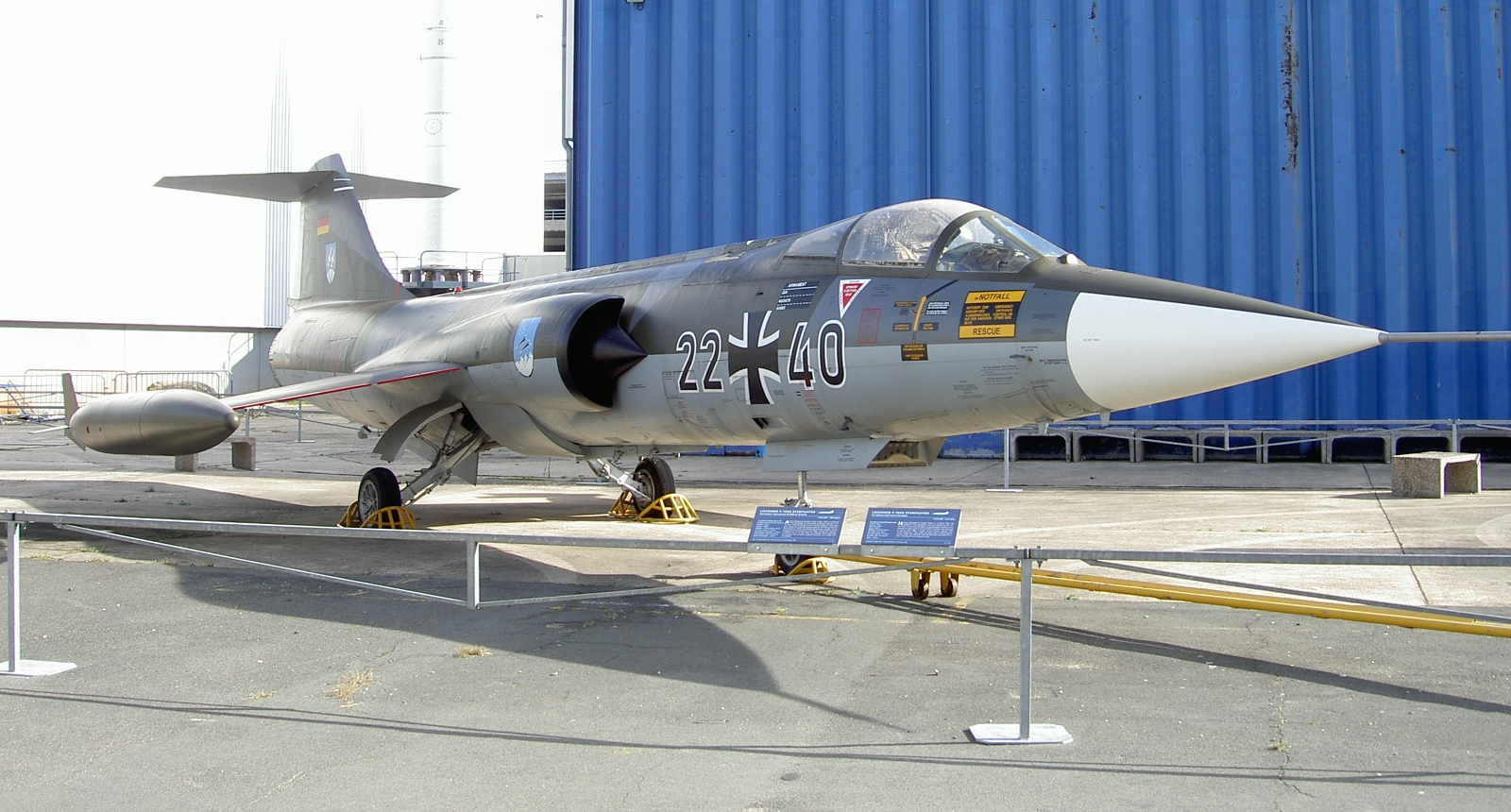
F-104G

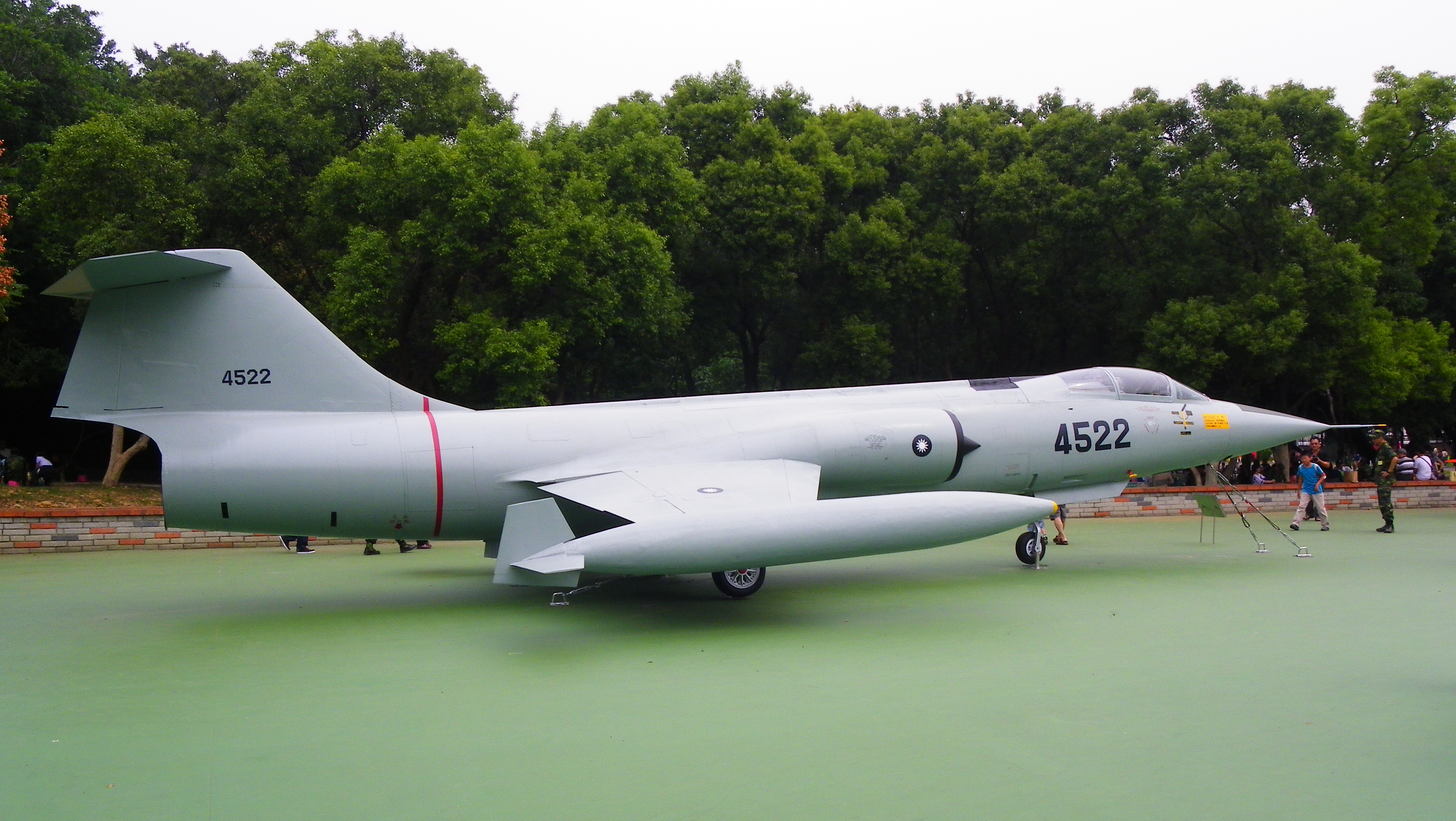
Tchajwanský F-104J

- XF-104: vzlet prvního prototypu v roce 1954
- YF-104: předsériové stroje produkované v roce 1956, 17 kusů[2]
- F-104A: 153 sériových letounů[2]
- NF-104A:
- QF-104A: (bezpilotní létající cíl - pro cvičení ostré střelby)
- F-104B: 26 dvoumístných letounů
- F-104C: 77 kusů
- F-104D: dvoumístná cvičná verze poháněná motorem J79-GE-7 pro USAF, celkem vyrobeno 22 kusů
- F-104DJ:
- F-104F: dvoumístná cvičná verze, vestavěny nové vystřelovací sedačky Martin Baker Q5
- F-104G: verze pro bývalou NSR, první vzlet 7. června 1960, motor J79-GE-11A
- RF-104G: průzkumná verze s třemi vestavěnými kamerami TA-7M místo trupového kanonu
- TF-104G: dvoumístná verze pro výcvik, celková produkce 137 letounů
- F-104J: Japonský Starfighter vyráběný licenčně u Mitsubishi a Kawasaki s motorem J79-IHI-11A
- F-104N: Tři stroje určené speciálně pro kondiční létání kosmonautů
- F-104S : první vzlet v prosinci 1966, vyráběný v Itálii koncernem F.I.A.T. s motorem J79-GE-19, celkem vyrobeno 165 kusů
- F-104S-ASA (Aggiornamento Sistemi d'Arma): V letech 1986 až 1991 prošlo 153 letounů italského letectva AMI modernizací zbraňového systému.
- F-104S-ASA/M (Aggiornamento Sistemi d'Arma/Modificato): další modernizace italských letounů zástavbou nové avioniky, GPS a hlavních letadlových systémů, upraveno bylo 49 jednomístných a 15 dvoumístných strojů. První z nich byl dodán koncem roku 1998 23. Gruppo/5. Stormo
- TF-104G ASA-M: cvičné dvoumístné italské Starfightery po modernizaci
- CF-104: Kanadský Starfighter vyráběný firmou Canadair s motorem J79-OEL-7 vyráběný licenčně společností Orenda
- CF-104D: dvoumístná verze vyráběná firmou Canadair

## Uživatelé

### Vojenští

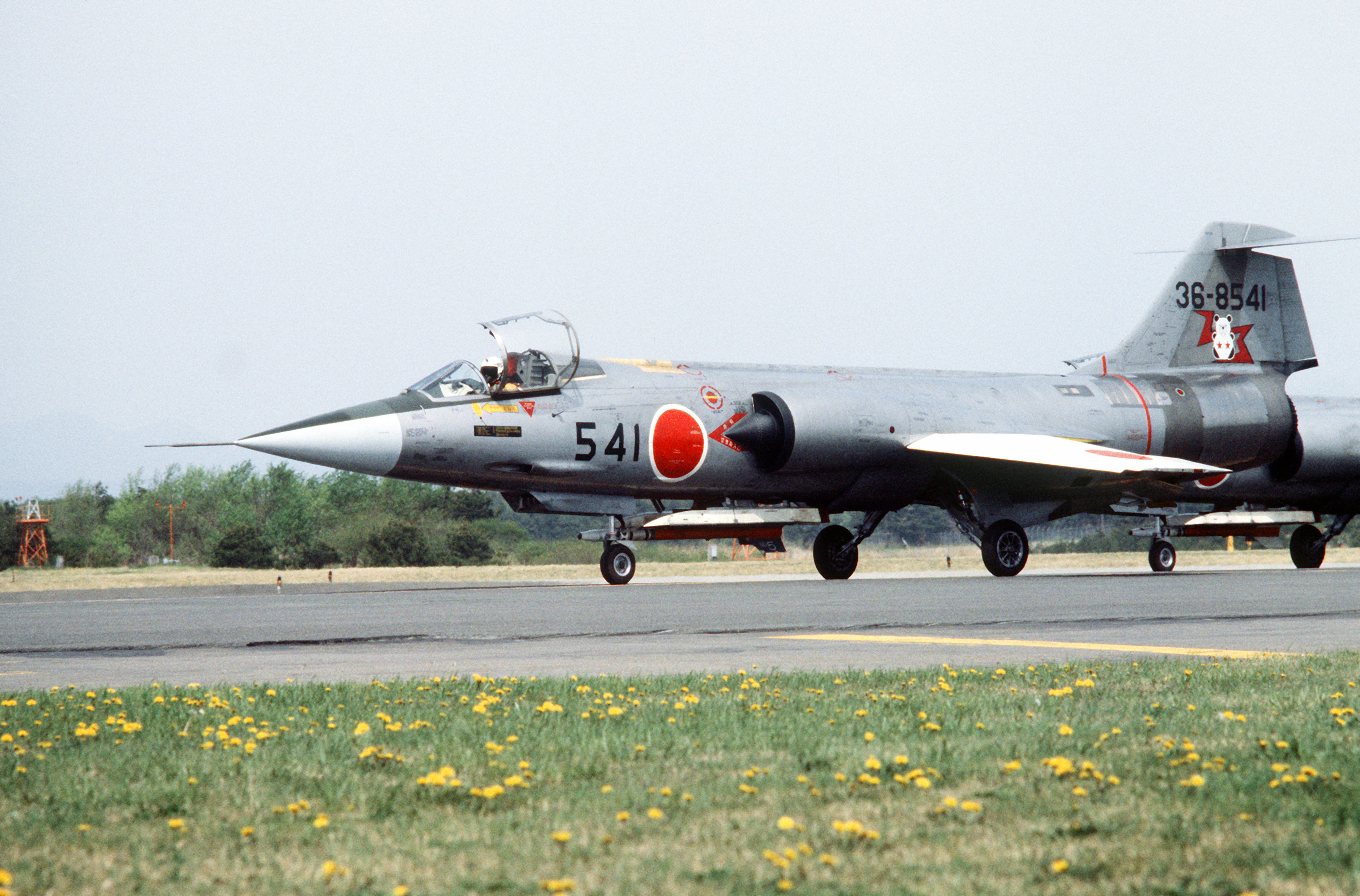
Japonský F-104J Starfighter, 1982

Letadla F-104 létala v letectvech těchto zemí:

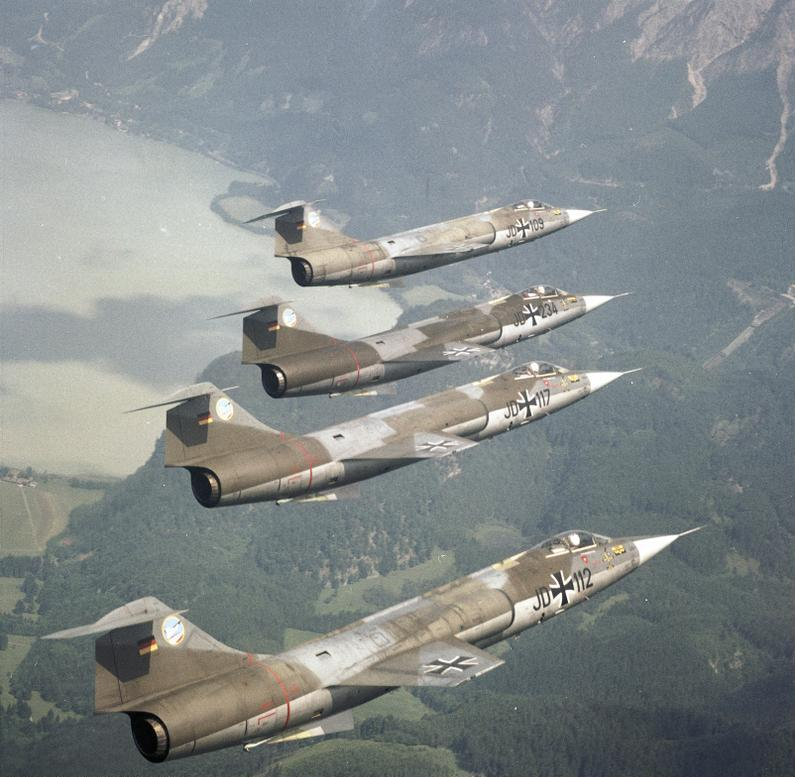
Německé letouny F-104G Starfighter eskadry JG 74, 1965

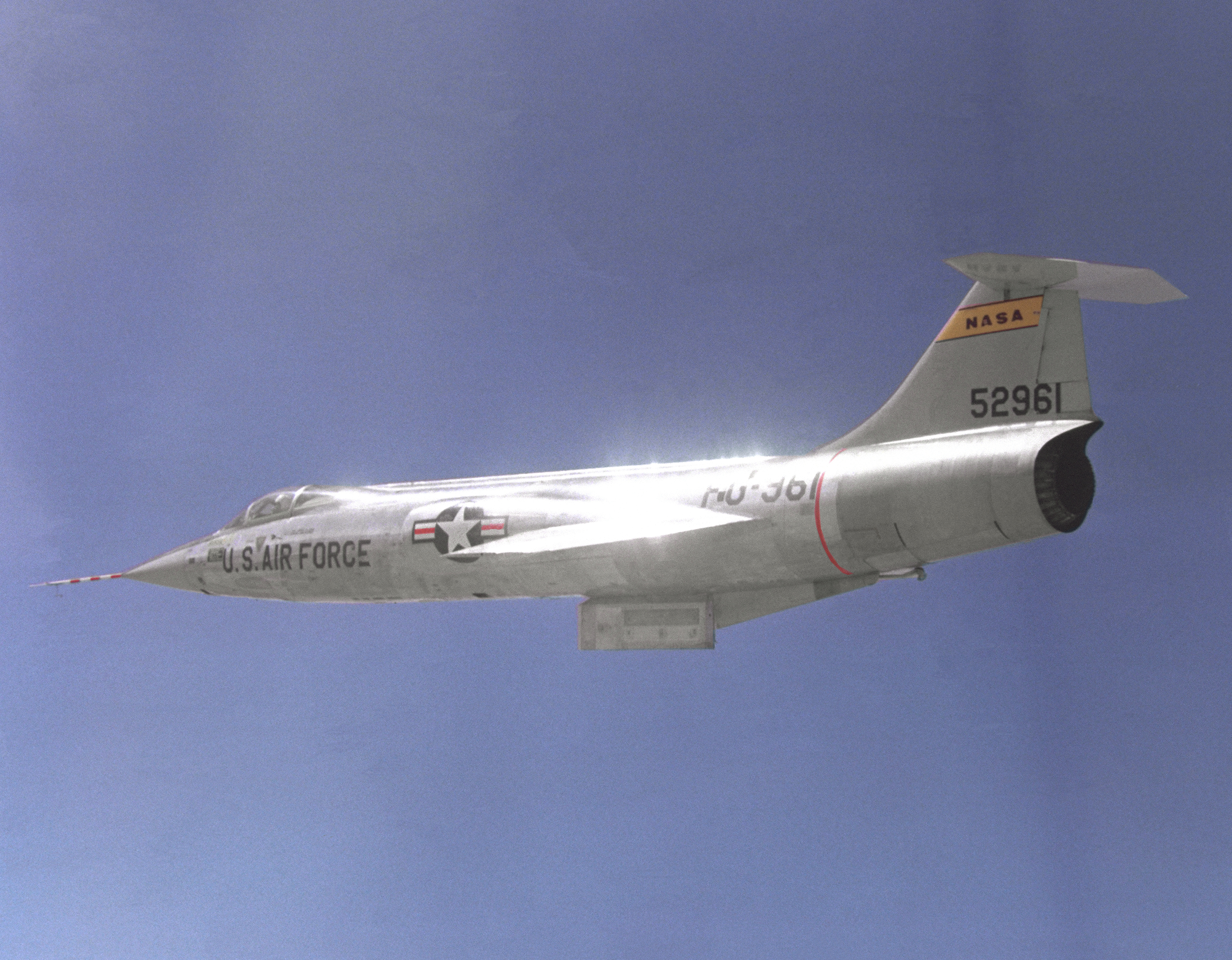
JF-104A Starfighter používaný NASA, 1965

 Belgie
- Belgické letectvo

 Čínská republika
- Letectvo Čínské republiky

 Dánsko
- Dánské královské letectvo

 Itálie
- Aeronautica Militare

 Japonsko
- Japonské letecké síly sebeobrany

 Jordánsko
- Jordánské královské letectvo

 Kanada
- Royal Canadian Air Force

 Německo
- Luftwaffe
- Marineflieger

 Nizozemsko
- Nizozemské královské letectvo

 Norsko
- Norské královské letectvo

 Pákistán
- Pákistánské letectvo

 Řecko
- Řecké vojenské letectvo

 Spojené státy
- USAF
- Národní garda

 Španělsko
- Španělské letectvo

 Turecko
- Turecké letectvo

### Civilní
Spojené státy
- NASA
- The Starfighters F-104 Demo Team
- F-104RB "Red Baron"

## Specifikace (F-104G)

F-104C

### Technické údaje
- Posádka: 1
- Rozpětí: 6,36 m
- Délka: 16,66 m
- Výška: 4,09 m
- Nosná plocha: 18,22 m²
- Zátěž křídel: 514 kg/m²
- Profil křídla: bikonvexní, zakřivení 3,36 % u kořene a špičky
- Hmotnost prázdného stroje: 6 350 kg (6 760 kg u F-104S)
- Vzletová hmotnost: 9 365 kg
- Maximální vzletová hmotnost: 13 170 kg (14 060 kg u F-104S)
- Pohonná jednotka: 1 × proudový motor General Electric J79 s přídavným spalováním
  - Tah: 48 kN
  - Tah s přídavným spalováním: 69 kN
- Součinitel odporu při nulovém vztlaku: 0,0172
- Plocha čelního odporu: 0,31 m²
- Štíhlost křídla: 2,45
- Poměr vztlak / odpor: 9,2
- Tah / hmotnost: 0,76

### Výkony
- Maximální rychlost: 2 125 km/h (2 330 km/h u F-104S)
- Dostup: 15 240 m
- Stoupavost: 244 m/s (při kolmém letu vzhůru)
- Dolet:
  - Bojový: 670 km
  - Přeletový: 2 600 km

### Výzbroj
- 1 × 20mm šestihlavňový rotační kanón M61 Vulcan s 725 střelami (kadence: 6600 ran/min)
- 4 × AIM-9 Sidewinder, protilodní řízené střely AS.34 Kormoran, protizemní řízené střely AGM-12 Bullpup, řízené střely Nord A.S.20
- Do 1815 kg bomb, raket nebo další munice na sedmi závěsech např. kontejnery LAU-3 a LAU-10 s neřízenými raketami ráže 70 mm